# Фаррар, Джеральдина
Джеральдина Фаррар (англ. Geraldine Farrar (Alice Geraldine Farrar); 28 февраля 1882[…], Мелроз, Массачусетс — 11 марта 1967[…], Риджфилд, Коннектикут) — американская оперная певица (сопрано), киноактриса. Пик её успеха пришёлся на 1910-е годы. По словам биографа:

«В отличие от большинства более ранних певиц бельканто, которые жертвовали драматическим действием ради совершенства вокала, её больше интересовали эмоциональные, чем чисто лирические стороны своих ролей. По словам мисс Фаррар, до тех пор, пока примадонны не смогут совмещать искусство исполнения Сары Бернар и Нелли Мелбы, драматическое искусство в опере важнее, чем безупречное пение».

## Биография
Фаррар родилась в Мелроузе (штат Массачусетс) в семье бейсболиста Сидни Фаррара и Генриетты Барнс. В пять лет она начала заниматься музыкой в Бостоне, а в 14 уже давала сольные концерты. Позже она училась вокалу у американского сопрано Эммы Терсби в Нью-Йорке, в Париже и, наконец, у итальянского баритона Франческо Грациани в Берлине. Фаррар произвела фурор в берлинской Хофопере своим дебютом в роли Маргариты в опере Шарля Гуно «Фауст» в 1901 году, проработала в труппе три года, в течение которых продолжила обучение у знаменитой немецкой сопрано Лилли Леманн. Она появилась в главных ролях Миньона Амбруаза Томаса и Манон Жюля Массне, а также Джульетты в «Ромео и Джульетте» Гуно.
После трех лет работы в Опере Монте-Карло, Фаррар дебютировала в Нью-Йоркской Метрополитен-опера в опере «Ромео и Джульетта» 26 ноября 1906 г.. Она появилась в первом исполнении «Мадам Баттерфляй» Джакомо Пуччини в 1907 году и оставалась членом труппы до выхода на пенсию в 1922 году, исполнив 29 ролей в 672 спектаклях. Она приобрела большую популярность, особенно среди молодых оперных девушек Нью-Йорка, которых называли «джерри-флапперами». Фаррар исполнила заглавные роли в «Амике» Пьетро Масканьи (Монте-Карло, 1905), «Сестре Анджелике» Пуччини (Нью-Йорк, 1918), «Мадам Сан-Жен» Умберто Джордано (Нью-Йорк, 1915), а также девочку в опере Э. Хумпердинка «Королевские дети» (Нью-Йорк, 1910). Для последней упомянутой роли Фаррар завела собственную стаю гусей. Согласно рецензии на премьеру в New York Tribune, «в конце оперы мисс Фаррар вызвала „бурное веселье“, появившись перед занавесом с живым гусем под мышкой».
Фаррар много записывалась для Victor Talking Machine Company и часто фигурировала в рекламе этой фирмы. Также она снималась в немых фильмах, съемки которых проходили между оперными сезонами. С 1915 по 1920 год Фаррар снялась в более чем дюжине фильмов, в том числе в адаптации Сесила Б. Де Милля оперы Жоржа Бизе «Кармен» 1915 года, за которую получила похвалу критиков. «Решение Джеральдин Фаррар, красивой и одаренной звезды, использовать свои таланты для достижения успеха в фильмах — один из величайших шагов в продвижении достоинства кинофильмов. Кармен мисс Фаррар в фильмах — это величайший триумф, достигнутый кинематографом над сценой для выступлений», — говорилось в газете San Francisco Call & Post. За свою работу она заняла четвертое место в конкурсе «Шедевр экрана» 1916 года, проводимом журналом Motion Picture Magazine. За исполнение той же роли Теда Бара получила 9 150 голосов. Одна из ее других заметных ролей на экране была роль Жанны д’Арк в фильме 1917 года «Женщина-женщина». В июне 1931 года Фаррар дебютировала в радиопередаче по национальной сети «Red» Национальной телерадиокомпании.
В 1960 году Фаррар была удостоена двух звезд на Голливудской аллее славы: сначала как певица, а потом как киноактриса.

Портреты кисти Фридриха Августа фон Каульбаха
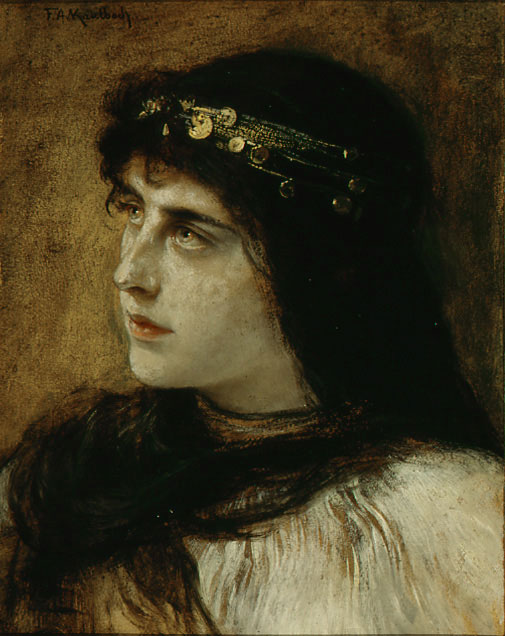
1905
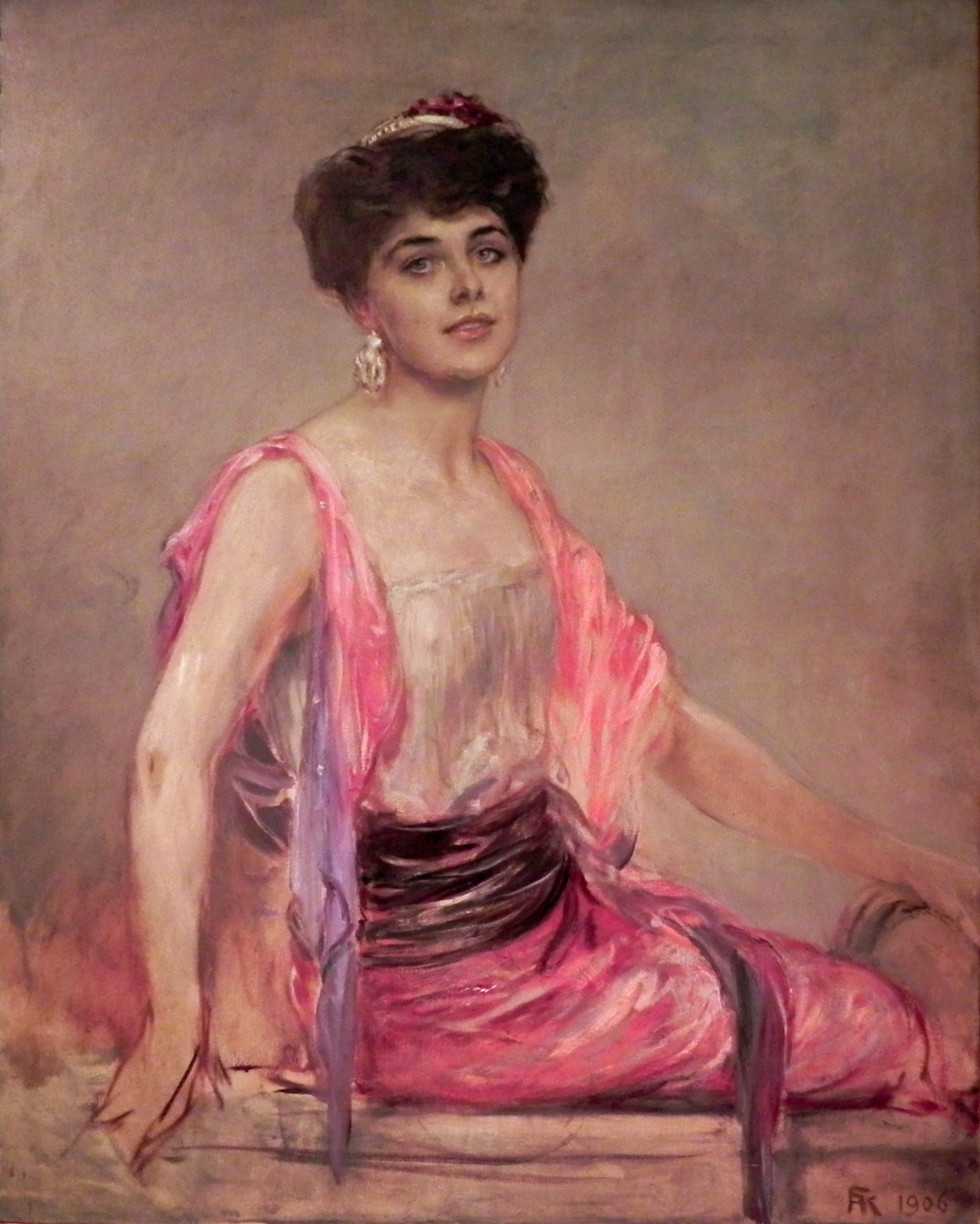
1906. Музей земли Нижняя Саксония
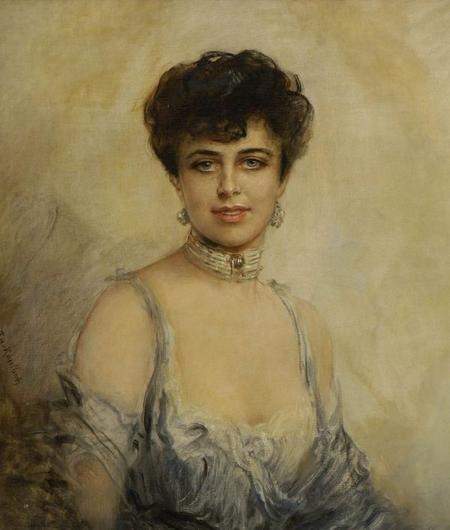

## Личная жизнь

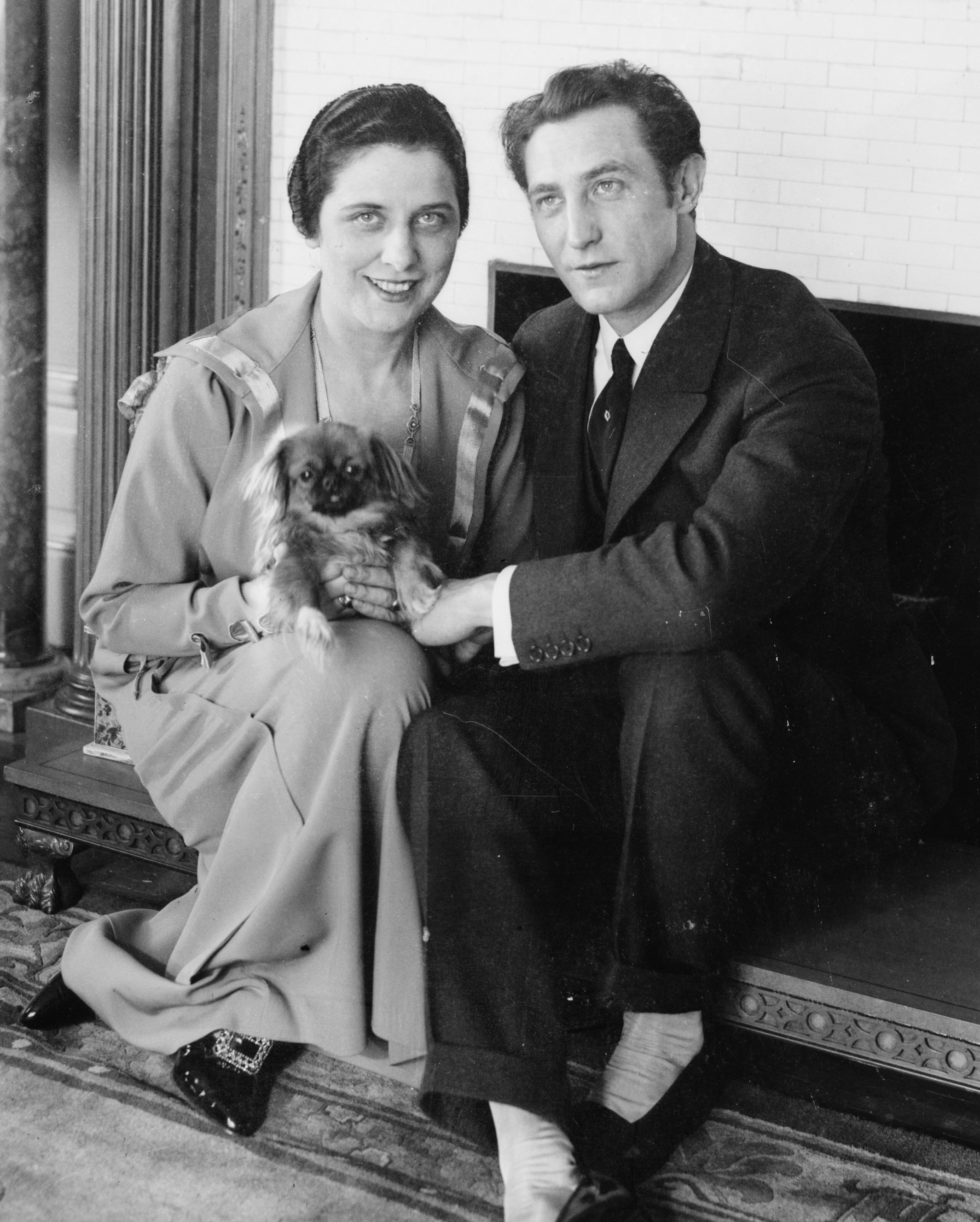
Фаррар с мужем Луи Телегеном (1916)

Получила известность не только как оперная певица, выступавшая на сценах лучших европейских театров и нашедшая много подражательниц, но и романами со знаменитостями своего времени. Начиная с 1903 года молва связывала её даже с кронпринцем Вильгельмом. Достоверно известно, что начиная с 1908 года у Фаррара был семилетний роман с итальянским дирижёром Артуро Тосканини (отказ которого от разрыва с женой привёл к его отставке с должности и прекращению романа). 
Неудачный брак с киноактёром Лу Телегеном 8 февраля 1916 года стал источником немалого скандала. В результате многочисленных интрижек ее мужа в 1923 году этот брак закончился разводом, обстоятельства развода были доведены до всеобщего сведения после странного самоубийства Теллеген в 1934 году в Голливуде. Как сообщается, Фаррар сказала: «Почему это должно меня интересовать?», когда сказали о смерти Теллегена. Детей в браке у них не было.
Завершила оперную карьеру в 1922 году в возрасте 40 лет, когда её голос уже начал садиться из-за избытка выступлений. Ее последнее выступление было в партии Зазы в опере Леонкавалло. По словам американского музыкального критика Генри Плезантса, она давала от 25 до 35 выступлений каждый сезон только в Метрополитене. В их числе 95 выступлений в роли Мадам Баттерфляй и 58 в роли Кармен за 16 сезонов. Заглавная роль в «Тоске» Пуччини, которую она добавила в свой репертуар в 1909 году, была еще одной из ее любимых партий Метрополитена.
Фаррар быстро перешла к сольным концертам и была задействована (в течение нескольких недель после объявления о своем оперном завершении карьеры) в выступлении в Херши-парке в День памяти 1922 года. Она продолжала делать записи и давать сольные концерты в течение 1920-х годов, некоторое время была комментатором антрактов в радиопередачах Метрополитен-опера в течение сезона 1934-35. Ее необычная автобиография «Такое сладкое принуждение», опубликованная в 1938 году, была написана в нескольких главах, якобы написанных её собственными словами и словами ее покойной матери, а миссис Фаррар довольно витиевато рассказывала о многих достижениях своей дочери.
После этого Фаррар нередко записывалась для радио, она вела радиопередачи. Умерла в возрасте 85 лет в Риджфилде (штат Коннектикут) от болезни сердца и была похоронена на кладбище Кенсико в Валгалле (штат Нью-Йорк). Детей у нее не было.

## Фильмография
- 1915 — Кармен
- 1915 — Вероломство
- 1916 — Женщина Жанна
- 1917 — Женщина, которую забыл Бог (Текца, дочь Монтесумы)